# 滝川真子
滝川 真子（たきがわ まこ、1965年4月29日 - ）は、東京都出身の日本の元ポルノ女優、元AV女優。別名は小川 理恵（おがわ りえ）、早瀬 ユキ、瞳 れいこ。1980年代に活動し、芸名を「小川理恵」としていた時代には生年月日を1963年9月16日としていた。活動初期のボディサイズは身長164cm、バスト86cm、ウエスト59cm、ヒップ88cmだった（AV『はじらいグラフィティ』より）。血液型はB型。

## 経歴
1982年頃から「小川理恵」の芸名でグラビアを中心に活動し、美保純の写真集『美保純と二人の女友達』（1983年、東京三世社）にゲストの1人として掲載された。その後にっかつキャンペーンガール「おさそいシスターズ」に応募したのをきっかけに、1984年9月ににっかつロマンポルノ『痴漢保健室』でスクリーンデビュー。1980年代半ばのにっかつを代表する女優の1人として活躍した。1984年11月には宇宙企画から美少女路線の『恥じらいグラフィティ』でアダルトビデオデビューし、10本以上の作品に出演した。
当時の人気は非常に高く、数多くの男性雑誌にグラビアが掲載されたほか、『TV海賊チャンネル』（日本テレビ系列）などのテレビ番組にも出演した（1984年10月 - 1985年9月）。1985年にはレコードも発売し、1987年には山本晋也監督の演出でロック座にも出演した。また裏本にも出ていた。1988年2月に引退を宣言し、映画・アダルト業界から姿を消した。

## 趣味
バイクを趣味としており、1986年3月時はヤマハのFZ400Rを愛車としていた。

## 作品

### 映画
- 『痴漢保健室』[3]（1984年9月29日公開、にっかつ）
- 『桃色身体検査』[4]（1985年2月23日公開、にっかつ）
- 『痴漢通勤バス』[5]（1985年6月19日公開、にっかつ）
- 『小松みどりの 好きぼくろ』[6]（1985年8月3日公開、にっかつ）主演：小松みどり
- 『絶倫ギャル やる気ムンムン』[7]（1985年12月14日公開、にっかつ）
- 『玄海つれづれ節』（1986年1月15日公開、にっかつ）
- 『痴漢宅配便』[8]（1986年5月31日公開、にっかつ）
- 『痴漢テレクラ』[9]（1987年1月24日公開、にっかつ）
- 『エイズをふっ飛ばせ 桃色プッツン娘』[10]（1987年4月15日公開、にっかつ）
- 『檻の中の欲しがる女たち』（1987年12月5日公開、にっかつ）
- 『輪舞』（1988年1月9日公開、にっかつ）
- 『お元気クリニック 立って貰います』[11]（1988年2月27日公開、にっかつ）
- 『ラブ・ゲームは終わらない』（1988年5月28日公開、にっかつ）主演：竹田ゆかり

### アダルトビデオ
- 『滝川真子のはじらいグラフィティ』（1984年11月30日、宇宙企画）[12]
- 『白百合狩り』（1984年12月15日、ファイブスター）共演：小田かおる
- 『バージン・アイランド』（1984年12月27日、ボックスランド）
- 『身体検査は魅すてりい』（1985年1月10日、にっかつビデオフィルムズ）
  - 映画「痴漢保健室』の改訂版AV
- 『愛の嵐』（1985年1月21日、ボックスランド）
- 『ザ・ドキュメント性風俗 クリスタルギャル』（1985年2月5日、ファイブスター）
  - 共演：早坂明記、滝優子
- 『滝川真子対クリーニング屋健ちゃん』（1985年3月11日、ボックスランド）
- 『サイコ催眠エクスタシー PART 3』（1985年5月1日、アテナ）
- 『SEXY LIVE STATION』（1986年10月16日、クリスタル映像）
- 『右手とティッシュ』（1987年1月15日、Shocking Pink（にっかつビデオフィルムズ））
- 『私くしといたしません?』（1987年6月13日、ファイブスター）
- 『ラストエクスタシー』（1988年1月25日、新東宝）
- 『ボギーと濡れたい』（1989年10月22日、ピラミッド）

### テレビドラマ
- 『月曜ドラマランド』「意地悪ばあさん 北海道へ追放?の巻」（1985年、フジテレビ / テレパック）
- 『ザ・ハングマンVI』 第1話「ラジコンヘリで爆撃処刑せよ!」（1987年、朝日放送 / 松竹） - 中原ゆかり

### 写真集
- 『かくれんぼ』（1984年9月発行、撮影：前場輝夫、英知出版）
- 『抱いて 燃えさせて あたし…もうおとなよ』（1985年2月25日発行、撮影：谷口征、近代映画社）
- 『滝川真子写真集』（近映文庫）（1985年7月12日発行、撮影：谷口征、近代映画社）
- 『滝川真子』（スコラスペシャル）（1985年9月発行、撮影：長友健二、スコラ）
- 『MaCo』（1986年5月5日発行、撮影：山木隆夫、ミリオン出版）
- 『滝川真子写真集』（グリーンドア文庫）（1987年10月30日発行、撮影：中村誠作、グリーンドア社）

### 裏本
- 『ラストワルツ』 1982年12月
- 『そよ風』 1983年1月
- 『片思い』 1983年6月
- 『女猫』 1983年11月
- 『SM貴族院』 1983年12月
- 『琴の愛』 1984年1月
- 『グットバイ・真子』 1986年6月（再生本）
- 『真子のヒ・ミ・ツ』 1986年10月（再生本）
- 『琴の愛』 2003年7月（復刻本）

### ミュージカル
- 『白い風』（主役。神保史郎作、週刊漫画ゴラク連載。三越ロイヤルシアター）

### レコード

#### ミニ・アルバム（45回転）
- 『ダンシング・レディー』（RCA RHL-3046 1985年9月30日発売）
  - A面：
    - 1.「ダンシング・レディー」（作詞：瀬間好孝　作曲：しゅくやはじめ　編曲：デビッド・アンダーソン　コーラスアレンジ：渡辺博之・なつみ海）
    - 2.「浮気なバーディー・ボーイ」（作詞：なつみ海　作曲：しゅくやはじめ　編曲：デビッド・アンダーソン　コーラスアレンジ：渡辺博之・なつみ海）

  - B面：真子の海賊D・J〜最後のティッシュ・タイム〜（JOCKEY：滝川真子　構成：山添博之）